# 川渡温泉駅
川渡温泉駅（かわたびおんせんえき）は、宮城県大崎市鳴子温泉字田中にある、東日本旅客鉄道（JR東日本）陸羽東線の駅である。

## 歴史
- 1914年（大正3年）4月19日：川渡駅（かわたびえき）として開業[4]。
- 1971年（昭和46年）11月30日：貨物の取り扱いを廃止[4]。
- 1983年（昭和58年）3月7日：荷物の扱いを廃止[4][5]。駅員無配置駅となり[6]、簡易委託化（キヨスク）。
- 1987年（昭和62年）4月1日：国鉄分割民営化により、東日本旅客鉄道（JR東日本）の駅となる[4]。
- 1991年（平成3年）3月7日：簡易委託を廃止し、無人化。
- 1997年（平成9年）3月22日：川渡温泉駅に改称[1]。
- 2024年（令和6年）10月1日：えきねっとQチケのサービスを開始[2][7]。

## 駅構造
島式ホーム1面2線を有する地上駅である。駅舎とホームは構内踏切で連絡している。駅舎内に待合室が2つあるが、正面から西側は駅業務を簡易委託されていた駅売店（キヨスク）の跡地で、閉店後に委託解除とともに、待合室に改装された。
小牛田統括センター（古川駅）管理の無人駅で、駅舎内に乗車駅証明書発行機が設置されている。

### のりば
| ホーム | 路線      | 方向 | 行先               |
| ------ | --------- | ---- | ------------------ |
| 駅舎側 | ■陸羽東線 | 下り | 鳴子温泉・新庄方面 |
| 反対側 | ■陸羽東線 | 上り | 古川・小牛田方面   |

※案内上の番線番号は設定されていない。
- 駅舎側のりばは小牛田方に折り返し運転が可能。

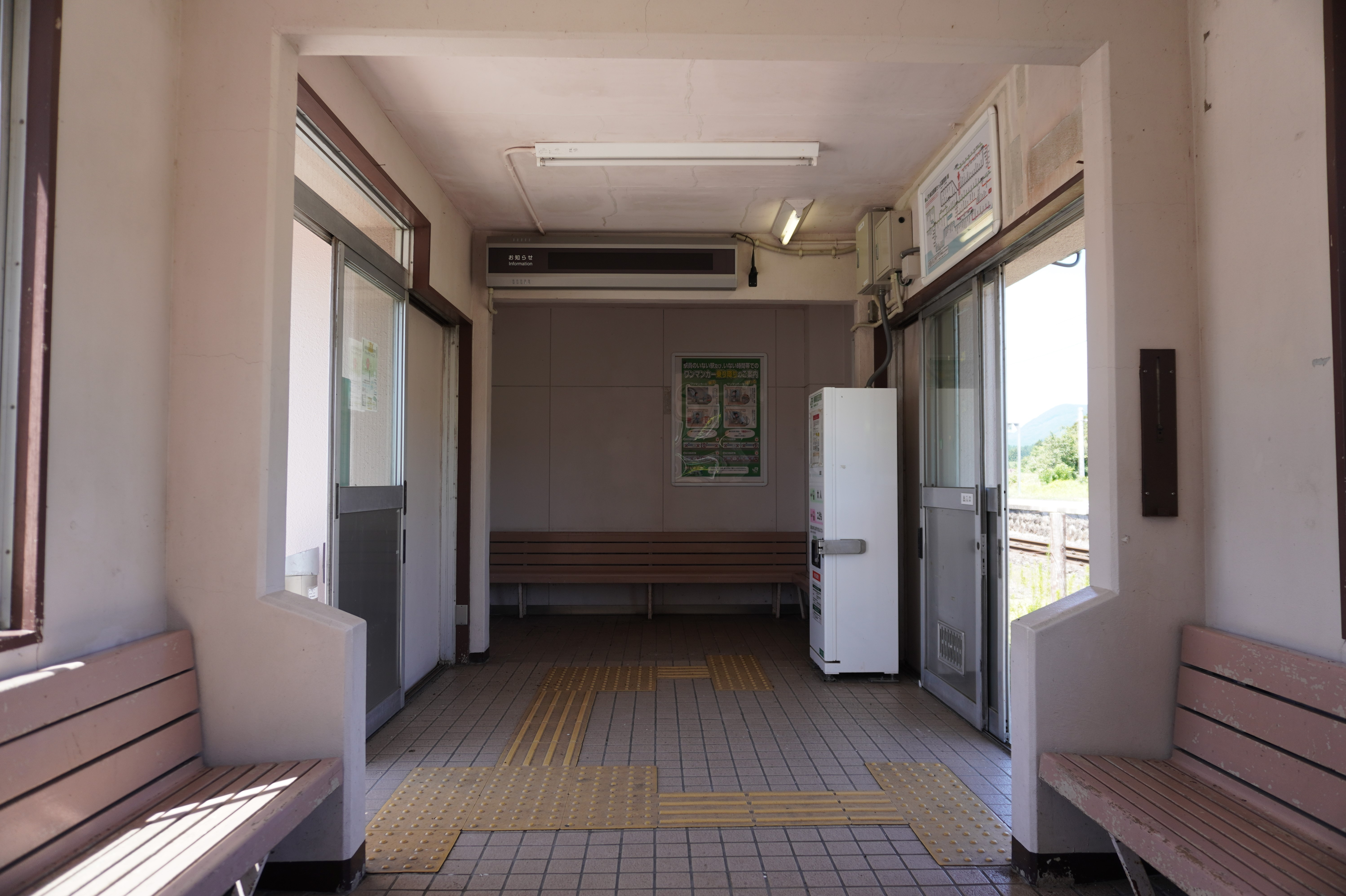
駅舎内（2023年7月）
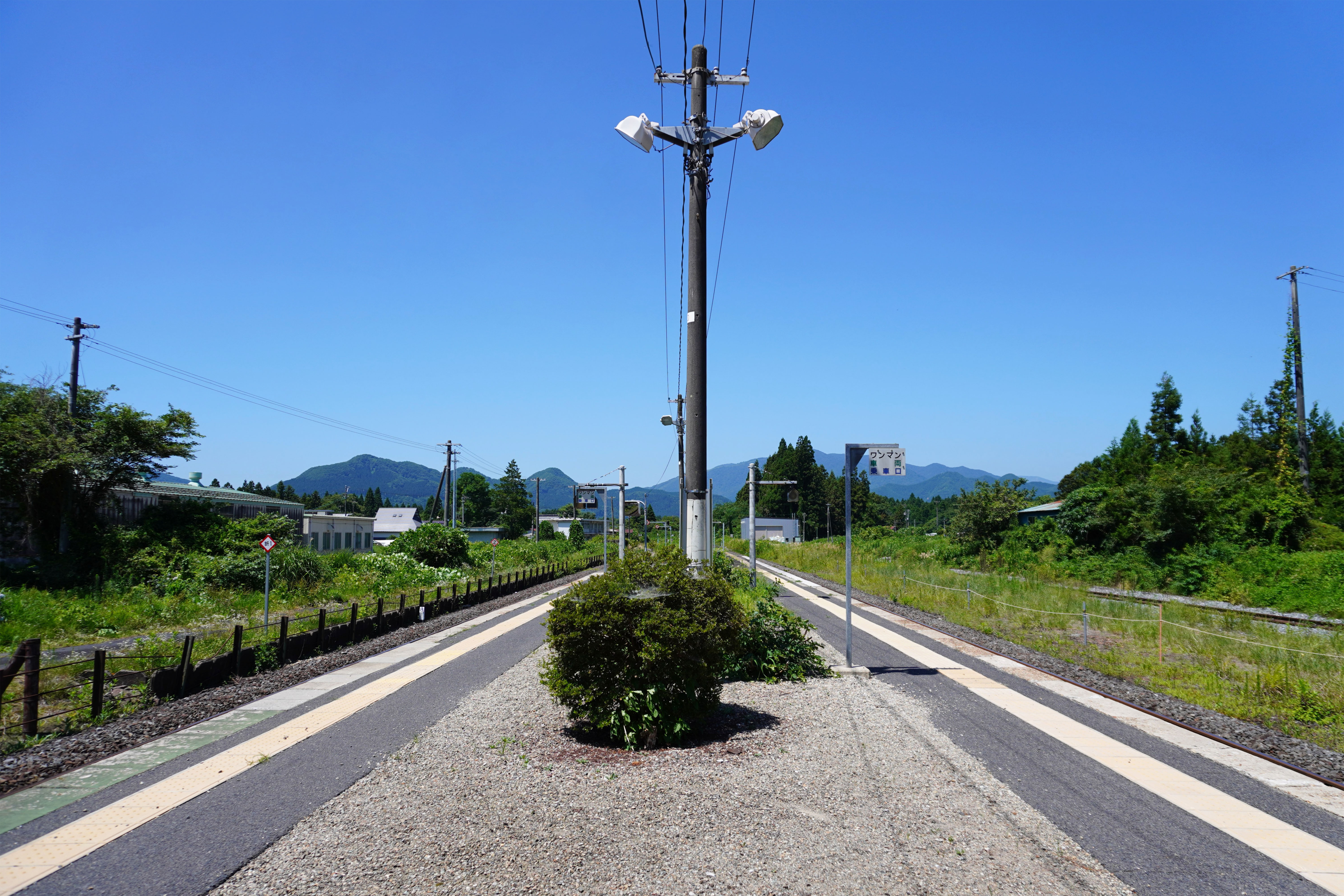
ホーム（2023年7月）
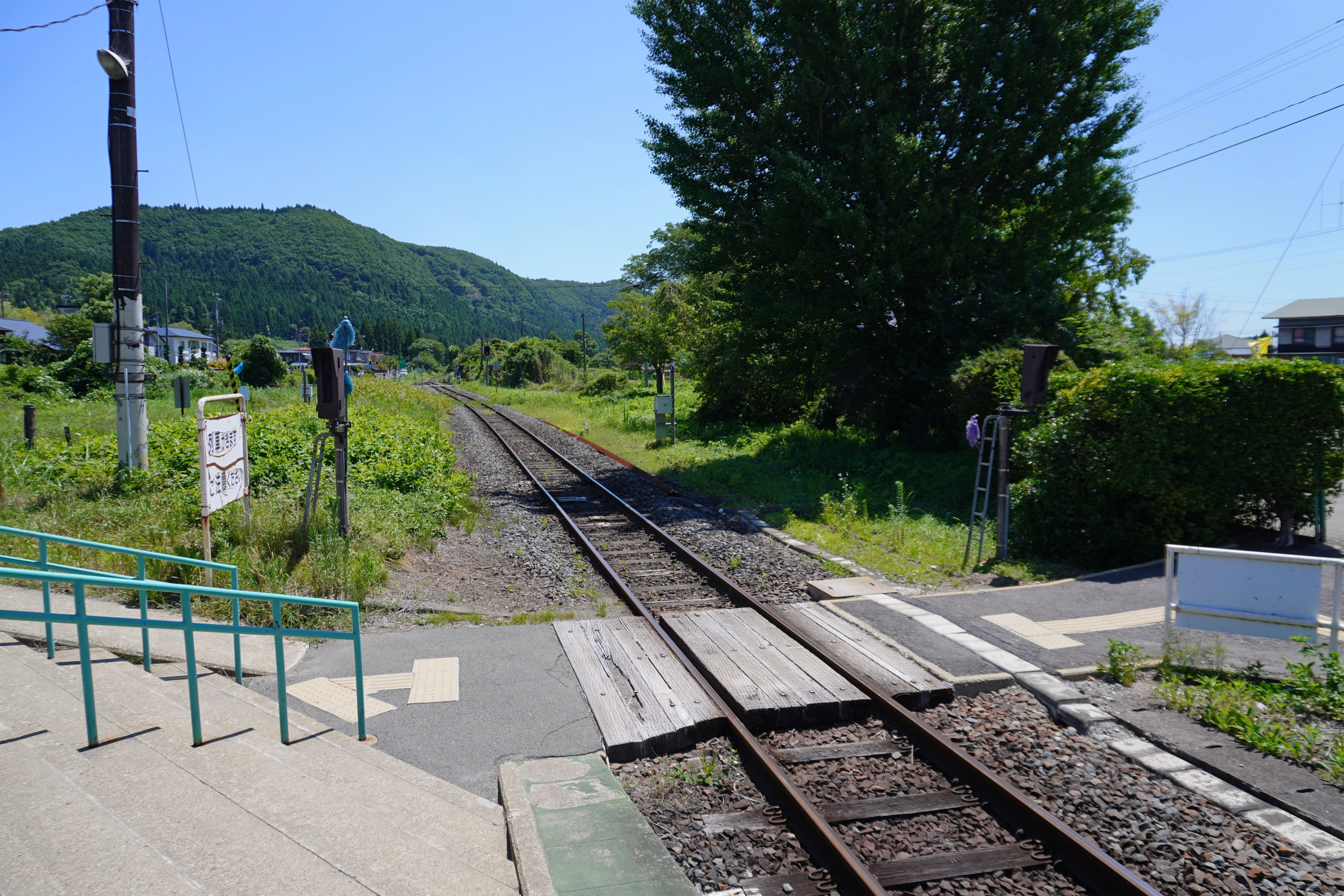
構内踏切（2023年7月）

## 駅周辺
駅前は広く、住宅が点在する。駅名にある川渡温泉は当駅からはやや離れている。
- JAいわでやま鳴子支店
- 名生定簡易郵便局
- 国道47号

## 隣の駅
東日本旅客鉄道（JR東日本）
■陸羽東線
池月駅 - 川渡温泉駅 - 鳴子御殿湯駅